# 2008年夏季奥林匹克运动会圣卢西亚代表团
2008年夏季奥林匹克运动会聖盧西亞代表团会参加2008年8月8日至24日在中国北京主办的第29届夏季奥运。